# Отрощенко Віталій Васильович
Отрощенко Віталій Васильович (нар. 20 вересня 1945, Чернігів, УРСР) — український археолог, завідувач відділом археології енеоліту та бронзової доби Інституту археології НАН України (з 1992). Кандидат історичних наук (з 1981), доктор історичних наук (з 2002), професор археології (з 2005), доктор Honoris causa Донбаського державного технічного університету (з 2005).

## Біографічні відомості
Народився в місті Чернігів. Навчався на історичному факультеті Київського національного університету імені Тараса Шевченка. Після закінчення (з 1968 року) працює в Інституті археології АН УРСР. Спеціалізується на вивченні бронзової доби Південно-Східної Європи. Брав участь у розкопках Керченської (1964—1967), Каховської (1968—1970) та Запорізької (1972—1974) новобудовних експедицій Інституту археології АН УРСР. У 1975—1987 рр. керував Запорізькою експедицією Інституту археології АН УРСР.
Дослідив понад 100 курганів у Дніпровсько-Молочанському степовому межиріччі. Серед них: могильник Степовий біля селища Заповітне, Любимівські кургани, Гюнівські кургани, Великобілозерські кургани, Великознам'янські кургани, Чингульський курган.
Від 1992 року бере участь у дослідженні поселень, курганів та міднорудних копалень бронзової доби на Луганщині.
Автор понад 400 друкованих праць, серед них — монографія і 16 колективних монографій. У 1998 році обраний членом постійно діючої ради міжнародного Союзу праісторичних та протоісторичних наук при департаменті археології Університету в місті Гент (Бельгія).
Лауреат Державної премії України в галузі науки і техніки (2002).
Активний учасник популярного науково-дослідницького проєкту «Локальна історія».

## Відомі праці
Монографії
- Археологія України: Курс лекцій: Навч. посібник / Л. Л. Залізняк, О. П. Моця, В. М. Зубар, В. В. Отрощенко, К. Бунятян, Р. В. Терпиловський; за ред. Л. Л. Залізняка. — К.: Либідь, 2005. — 504 с. 966-06-0394-0.
- Проблеми періодизації культур середньої та пізньої бронзи півдня Східної Європи (культурно-стратиграфічні зіставлення). — Київ, 2001. — 288 с.; 30 іл.

Статті
- Вiталій Отрoщенко. Згадуючи великого українця. Про математика світового рівня Юрія Макаровича Березанського, 1925—2019 // День — №137-138 (2019), 02 серпня, 12:14. — С.13. Рубрика Пошта «Дня»